# Barbacane

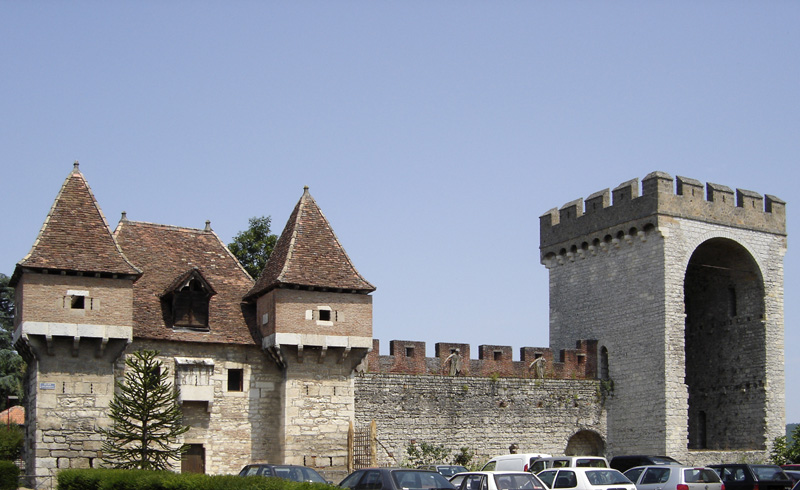
Barbacane de Cahors.

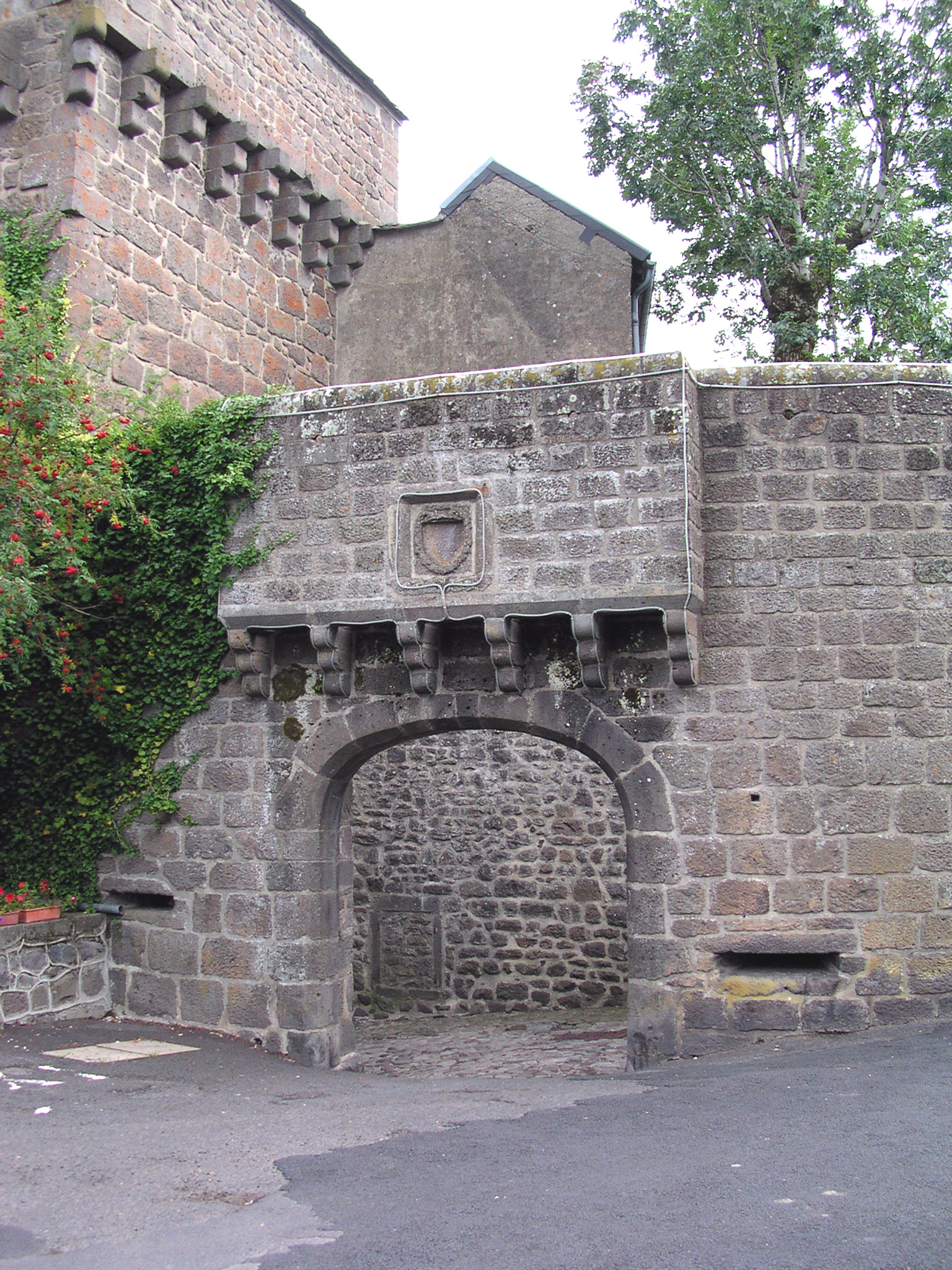
Barbacane surmontée d'une bretèche et percée d'embrasures pour bouches à feu à Besse-et-Saint-Anastaise.

Dans la construction, le terme de barbacane recouvre plusieurs significations.

## Étymologie
L'une des étymologies possibles de barbacane est bârbâk-khaneh (بارباكان), terme arabe traduisible par « galerie servant de rempart devant une porte », barbak voulant dire égout.

## Dans le domaine de la fortification militaire

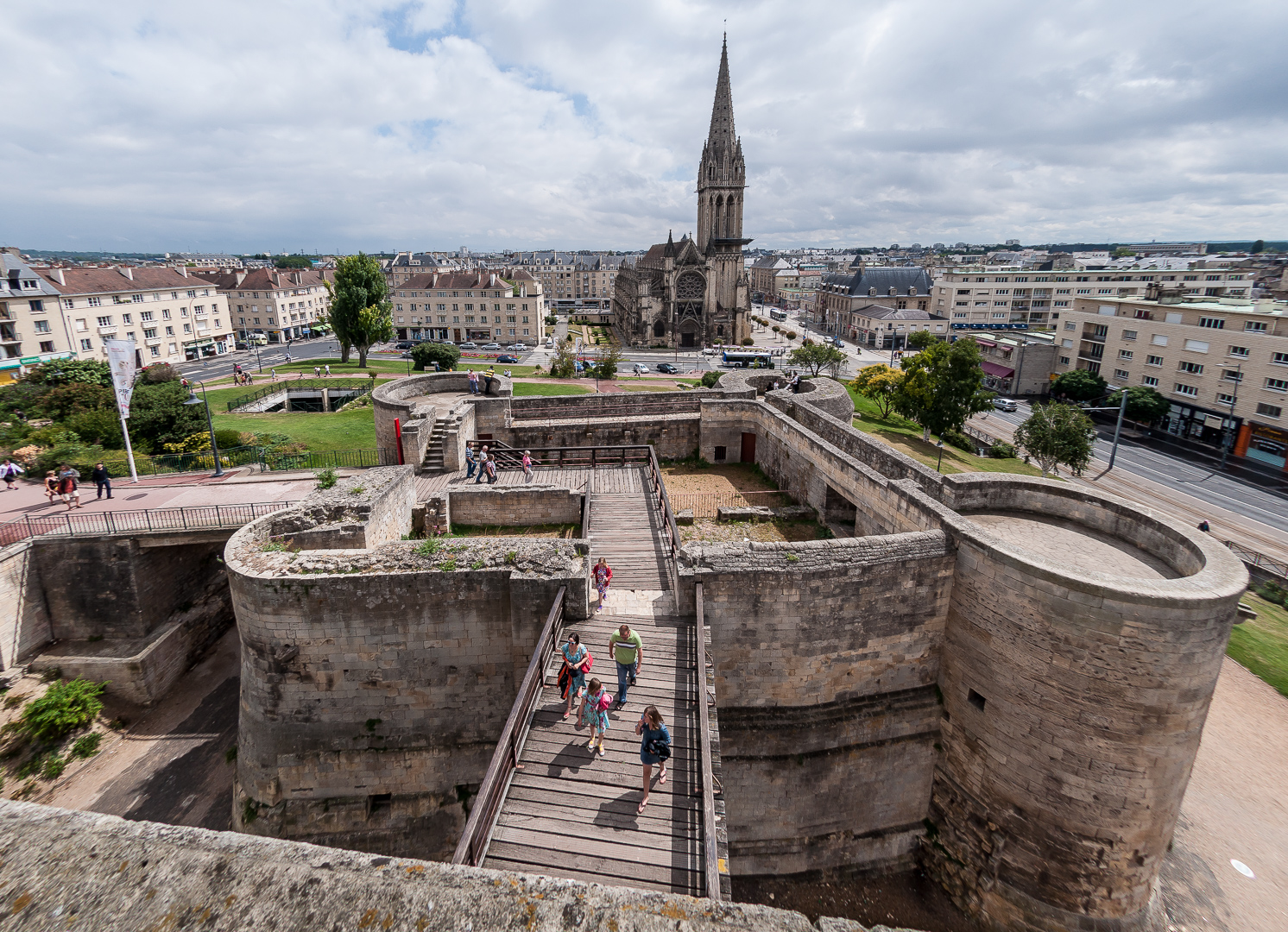
Barbacane de la porte Saint-Pierre, château de Caen.

Le terme barbacane désignait pendant le Moyen Âge un petit ouvrage de fortification avancé, le plus souvent de plan circulaire, qui protégeait un passage, une porte ou poterne, et qui permettait à la garnison d'une forteresse de se réunir sur un point saillant à couvert, pour effectuer des sorties, pour protéger une retraite ou l'introduction d'un corps de secours. Il ne faut pas confondre la barbacane avec la bastille, ouvrage défensif de grande dimension formant un réduit indépendant et disposant donc de sa propre garnison.
Les armées qui campaient avaient le soin d'élever devant les entrées des camps de vastes barbacanes, qui permettaient aux troupes de combiner leurs mouvements d'attaque, de retraite ou de défense. Au moment d'un siège, en dehors des murs des forteresses, on élevait souvent des barbacanes, qui n'étaient que des ouvrages temporaires, et dans lesquels on logeait un surcroît de garnison. Mais, le plus souvent, les barbacanes étaient des ouvrages à demeure autour des forteresses bien munies.
Parmi les barbacanes temporaires, une des plus célèbres est celle que le roi saint Louis fit faire pour protéger la retraite de son corps d'armée et passer un bras du Nil, après la bataille de Mansourah. Le sire de Joinville parle de cet ouvrage en ces termes :

« Quant le roy et ses barons virent celle chouse, et que nul autre remède n'y avoit (le camp était en proie à la peste et à la famine), tous s'accordèrent, que le roy fist passer son ost devers la terre de Babilonne, en l'ost du duc de Bourgoigne, qui estoit de l'autre part du fleuve, qui alloit à Damiette. Et pour retraire ses gens aisément, le roy fist faire une barbacane devant le poncel, dont je vous ai devant parlé. Et estoit faite en manière, que on pouvoit assez entrer dedans par deux coustez tout à cheval. Quant celle barbacane fut faite et apprestée, tous les gens de l'ost se armèrent ; et là y eut ung grand assaut des Turcs, qui virent bien que nous en allions oultre en l'ost du duc de Bourgoigne, qui estoit de l'autre part. Et comme on entroit en icelle barbacane, les Turcs frappèrent sur la queüe de nostre ost : et tant firent, qu'ils prindrent messire Errart de Vallery. Mais tantoust fut rescoux par messire Jehan son frère. Toutesfoiz le roy ne se meut, ne toute sa gent, jusques à ce que toute le harnois et armeures fussent portez oultre. Et alors passâmes tous après le roy, fors que messire Gaultier de Chastillon, qui faisoit l'arrière garde en la barbacane. Quant tout l'ost fut passé oultre, ceulx qui demourerent en la barbacanne, qui estoit l'arrière garde, furent à grant malaise des Turcs, qui estoient à cheval. Car ilz leur tiroient de visée force de trect, pour ce que la barbacanne n'estoit pas haulte. Et les Turcs à pié leur gecttoient grosses pierres et motes dures contre les faces, et ne se povoient deffendre ceulx de l'arrière garde. Et eussent été tous perduz et destruitz, si n'eust esté le conte d'Anjou, frère du roy, qui depuis fut roy de Sicille, qui les alla rescourre asprement, et les amena à sauveté. »

— Jean de Joinville
Cette barbacane n'était évidemment qu'un ouvrage en palissades, puisque les hommes à cheval pouvaient voir par-dessus. Dans la situation où se trouvait l'armée de saint Louis à ce moment, ayant perdu une grande partie de ses approvisionnements de bois, campée sur un terrain dans lequel des terrassements de quelque importance ne pouvaient être entrepris, c'était tout ce qu'on avait pu faire que d'élever une palissade servant de tête de pont, pouvant arrêter l'armée ennemie et permettre au corps d'armée en retraite de filer en ordre avec son matériel.
Du sens d'« ouvrage extérieur de fortification en maçonnerie ou en bois, percé de meurtrières », on en est venu métonymiquement (la partie pour le tout) à la meurtrière elle-même. Ainsi, au Moyen Âge, la barbacane désignait une sorte de fenêtre, presque toujours ébrasée à l'intérieur qui, pratiquée verticalement dans un mur, facilitait le tir sur l'ennemi.

« Il faut que les Pisans, dans un délai fort court, Soient libres dans leurs murs, l'œil à la “barbacane”, Pour aider les Français descendus en Toscane. »

## En architecture civile
Les barbacanes (ouvertures étroites et longues pratiquées dans les murs) permettent un éclairage des rez-de-chaussée, cryptes, tours, clochers, ainsi que bâtiments agricoles (granges, celliers, écuries, étables).

## Dans le soutènement de terres

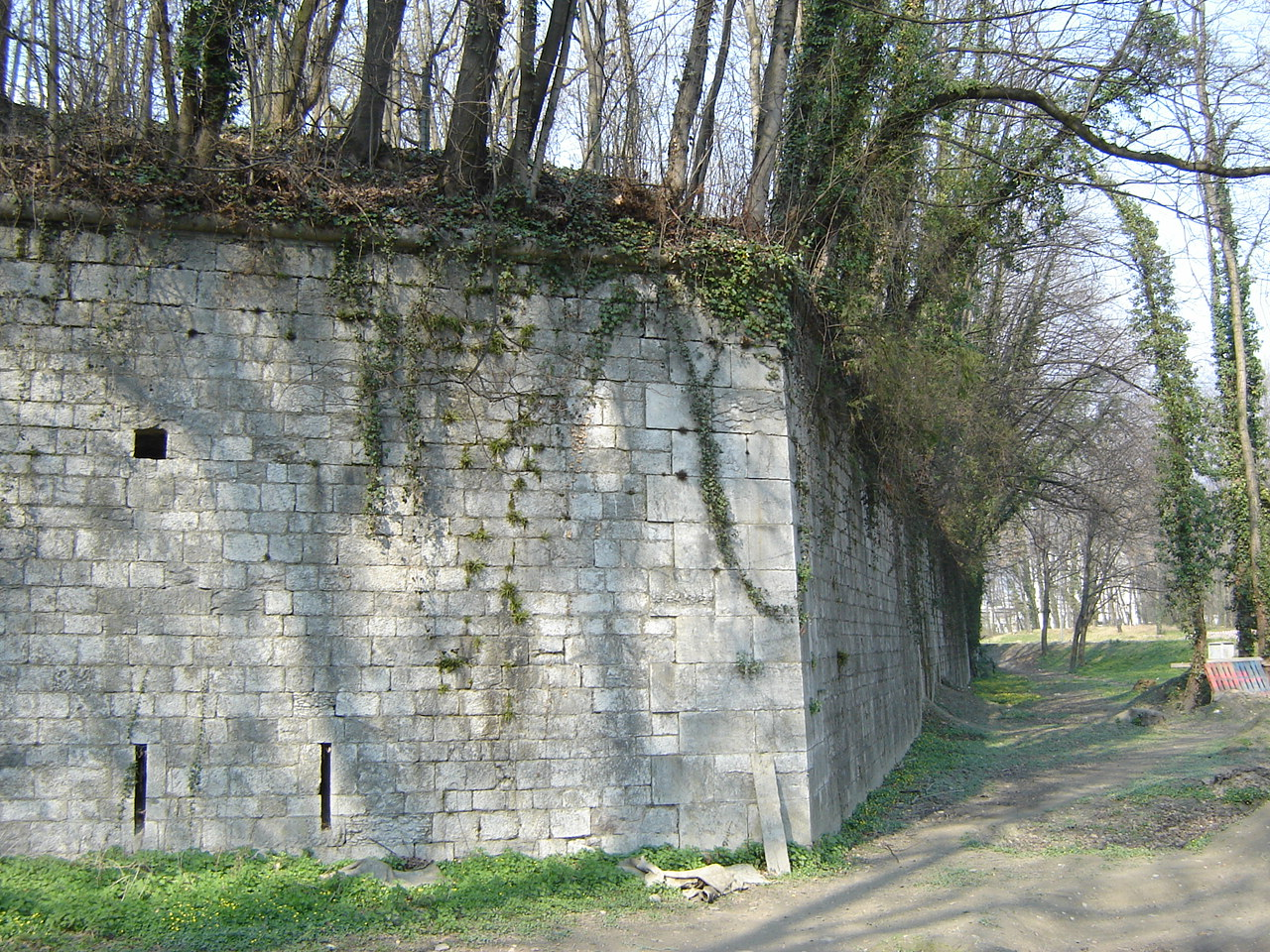
Rempart à Grenoble : deux barbacanes sont visibles en bas du mur à gauche.

Une barbacane est également une étroite fente verticale pratiquée dans un mur de soutènement pour faciliter l'écoulement des eaux d'infiltration provenant de la masse de terre soutenue (l'eau piégée derrière un mur accentue la poussée des terres). Dans cette acception, le terme est alors synonyme de « chantepleure, ».

## En menuiserie
En menuiserie, une barbacane désigne une ouverture longue et étroite ménagée dans le panneau d'une porte de cave pour favoriser le renouvellement de l'air et apporter de la lumière.

## En broderie
Pour les brodeurs, les barbacanes étaient des ornements d'apparat décorant les caparaçons des chevaux de tournois et cortèges et les parements de lits et de sièges.

## En génie civil et hydrologie
Ouverture réservée dans le mur latéral d’un aménagement hydraulique (canal par exemple), pour permettre aux eaux d’infiltration de circuler et équilibrer les pressions hydrauliques de part et d’autre du mur. Par extension on l'utilise également pour désigner un trou, une fente ou un drain dans un mur de soutènement par lequel l’eau peut s’évacuer.